# Chris Brown (Pianist)
Chris Brown (* 9. September 1953 in  Mendota, Illinois) ist ein US-amerikanischer Pianist und Komponist, der vor allem als Interpret Neuer Musik sowie als Jazz- und Improvisationsmusiker hervorgetreten ist, aber auch Klangskulpturen geschaffen hat.

## Leben und Wirken
Brown studierte bei Gordon Mumma, David Rosenbloom und William Brooks. Seine Karriere begann er zunächst als klassischer Pianist, bevor er sich der Avantgarde und Jazzmusik zuwandte. Ab den 1980er-Jahren spielte er in der Formation Room mit William Winant und Larry Ochs; außerdem komponierte er für das Rova Saxophone Quartet. 1989 legte er sein Debütalbum Snakecharmer (Artifact) vor, das eigene elektro-akustische Musik enthält, gefolgt von dem von John Zorn produzierten Album Lava (Tzadik, 1995), einer mehrsätzigen Komposition für Bläserquartett, vier Perkussionisten und Live-Elektronik. Weitere elektro-akustische Kompositionen enthält das 1996 veröffentlichte Album Master Switch Electroacoustic Music 1978–81. 2011 erschien das Album Iconicities (3 Pieces for Percussion and Live Electronics) (New World Horizons).
Als Pianist interpretierte er Kompositionen von James Tenney, Henry Cowell und Luc Ferrari; als Interpret eigener Kompositionen legte er das Album Six Primes (New World Horizons) vor. Als Improvisator arbeitete er im Laufe seiner Karriere mit Pauline Oliveros, Wadada Leo Smith, Butch Morris, Frank Gratkowski, Anthony Braxton, Glenn Spearman, Biggi Vinkeloe, Myles Boisen und Roscoe Mitchell. Im Bereich des Jazz war er zwischen 1985 und 2012 an 30 Aufnahmesessions beteiligt. Zudem beschäftigte sich Brown mit dem Bau elektronischer Instrumente und Klanginstallationen, die er Talking Drum nannte, und in San Francisco, Montreal und den Niederlanden aufführte. Brown lehrt als Professor für Musik am Mills College in Oakland Komposition und elektronische Musik.

## Diskographische Hinweise
- Rogue Wave (Tzadik, 2005)
- Fred Frith / Chris Brown: Cutter (Intakt Records, 2007)
- Frank Gratkowski / Chris Brown / William Winant: Wake (Red Toucan Records, 2008)
- Chris Brown / Pauline Oliveros: Music in the Air (Deep Listening, 2009)
- Iconicities (3 Pieces for Percussion and Live Electronics) (New World Records, 2011)